# Fliegerlatein
Unter Fliegerlatein versteht man die mehr oder weniger wahren Erzählungen von Piloten.
Ähnlich wie beim Anglerlatein, dem Jägerlatein oder dem Seemannsgarn werden hier Flugerlebnisse übertrieben, bzw. bekommen Passagiere oder andere Laien einfach einen Bären aufgebunden.
Meist werden gefährliche oder nahezu ausweglose Situationen geschildert, die durch eigenes Handeln natürlich immer beherrscht wurden.
Fliegerlatein ist auch die Quelle vieler Fliegerwitze.
Nicht zu verwechseln ist Fliegerlatein mit der Fliegersprache.